# (73265) 2002 JW48
(73265) 2002 JW48 – planetoida z pasa głównego asteroid okrążająca Słońce w ciągu 3,6 lat w średniej odległości 2,35 j.a. Odkryta 9 maja 2002 roku.